# Tangerine Dream
Tangerine Dream je bila nemška elektronska glasbena skupina, ki jo je leta 1967 ustanovil Edgar Froese. Članstvo skupine se je od tedaj velikokrat menjavalo, tako da je Froese ostal edini stalni član. V zgodnjem obdobju je bil njen član tudi bobnar in skladatelj Klaus Schulze. V sedemdesetih je bila znana in vplivna trojica klaviaturistov Froese, Cristopher Franke in Peter Baumann, pomembna pa je tudi zasedba osemdesetih, ko je Johannes Schmoelling zamenjal Baumanna. Sredi sedemdesetih so ustvarili povsem svoj elektronski zvok, podprt z uporabo značilnega glasbenega sekvencerja.
20. januarja 2015 je umrl ustanovitelj skupine Froese. 6. aprila 2015 so se preostali člani skupine (Thorsten, Ulrich in Hoshiko) ter Froesejeva vdova Bianca Acquaye zaobljubili, da bodo nadaljevali skupaj pri prizadevanju Edgarjeve vizije, da bi skupina zaključila delo na prihodnjem albumu s pomočjo dolgoletnega člana skupine Petra Baumanna. Vendar je Jerome Froese pred tem 1. marca v svoji časovnici na Facebooku najavil, da po njegovem mnenju skupina Tangerine Dream brez njegovega očeta ne bo več obstajala.